# Iglesia de Santa María (Santiga)

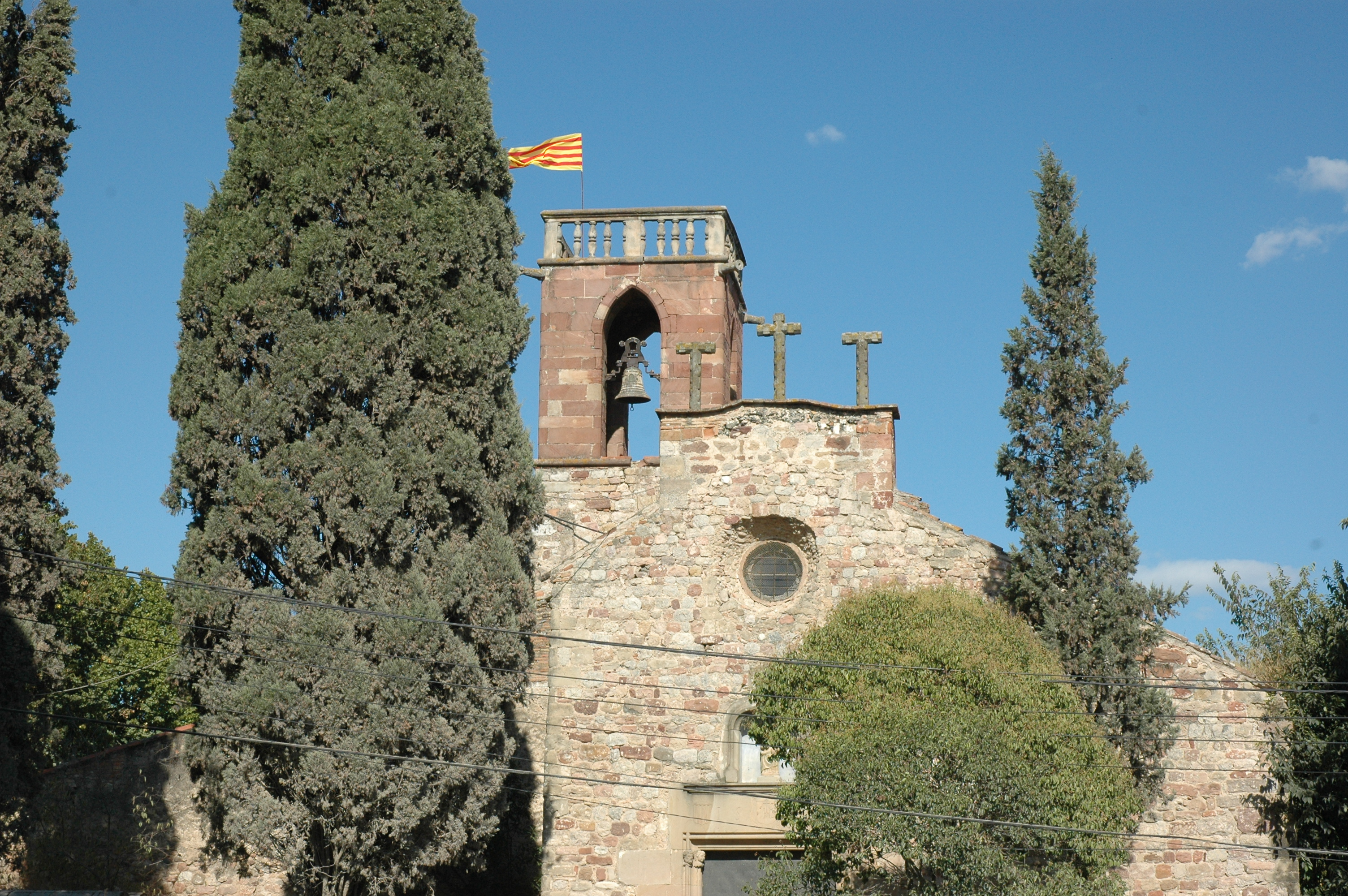
Fachada principal

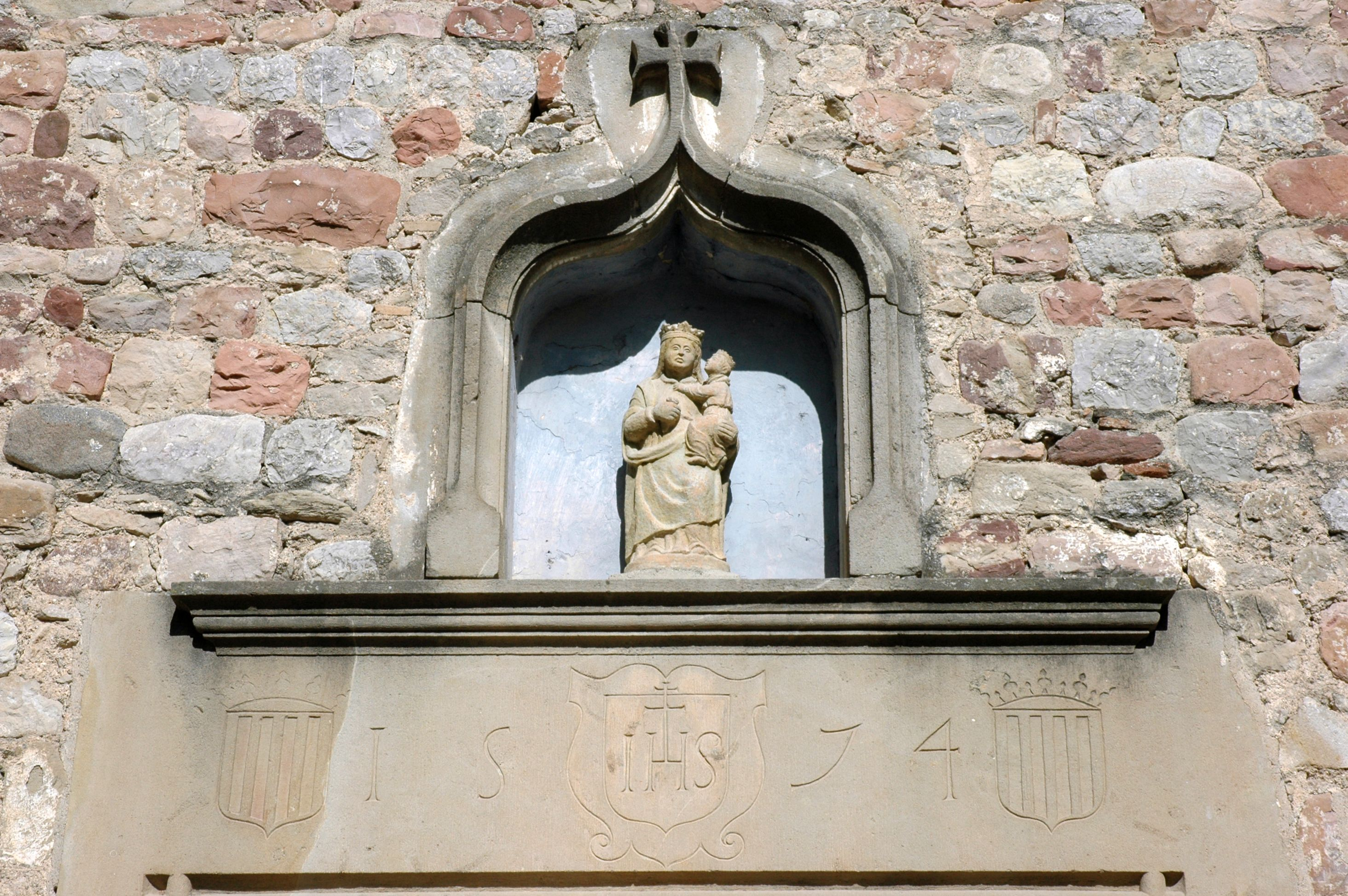
Detalle de la puerta

Santa María de Santiga es una iglesia de estilo románico situada en el núcleo de Santiga, municipio de Santa Perpetua de Moguda, provincia de Barcelona.
El lugar está documentado en el año 983 y la Iglesia en el 994 como ecclesiola Maria Antiqua. Una nueva Iglesia, parroquial, fue consagrada en el 1193. El lugar de Santiga es una antigua cuadra centrada por una domus romana que, en 1389, por disposición del rey Juan I de Aragón, se convirtió en castillo. La Iglesia es sufragánea de la de Santa Perpetua de Moguda. Fue reformada en 1573 y de la primitiva estructura románica sólo se conserva una parte del muro norte y la base del campanario, de planta cuadrada, acabada en diferente tipo de piedra y con ventanales ojivales. Se venera la imagen la Virgen de la Hiedra, que fue encontrada según la tradición en 1624.

## Nueva reforma (2010)

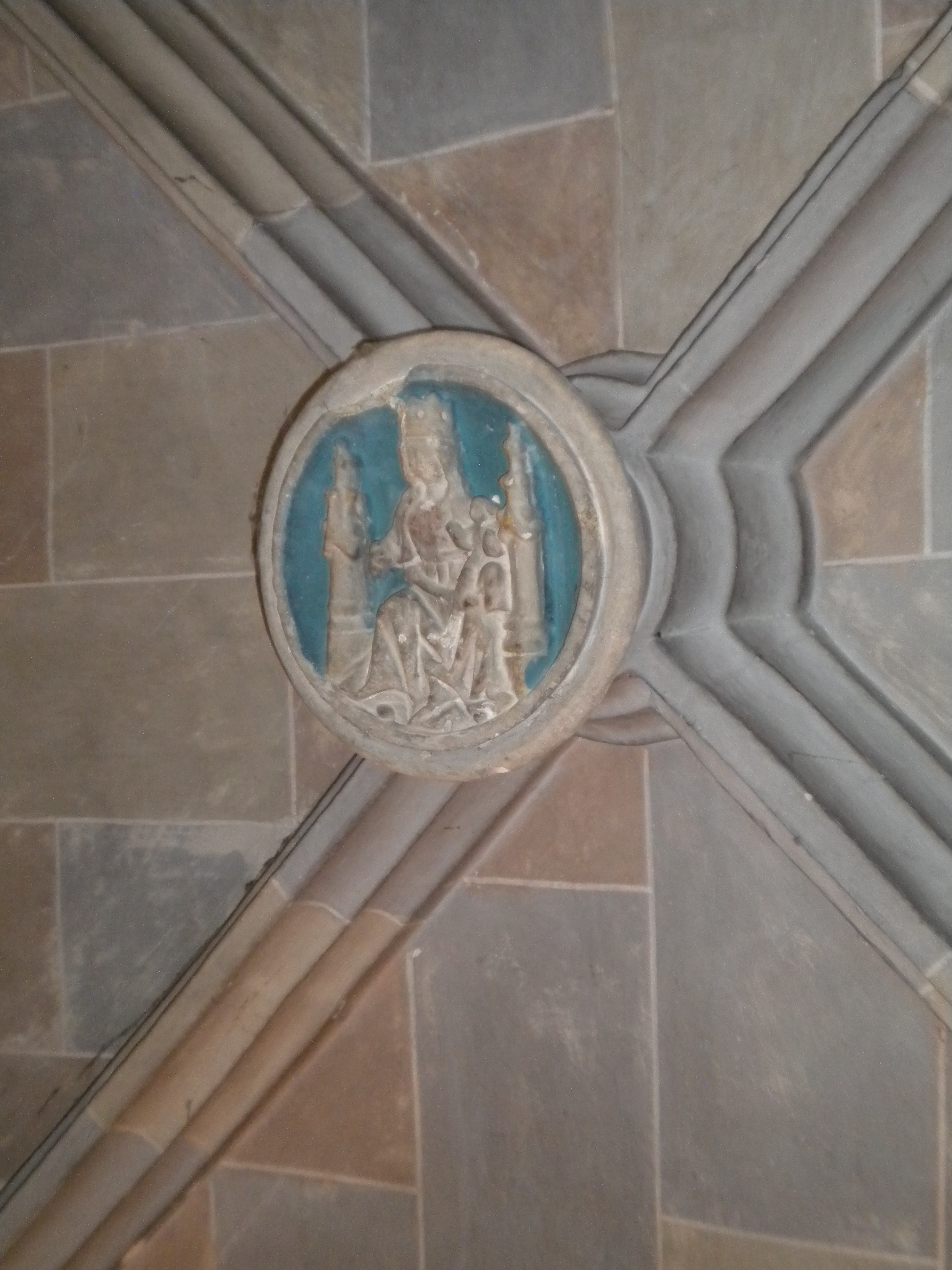
Dovela con la imagen de la Virgen de la Hiedra.

En 2010, el suelo y las paredes de la Iglesia se encontraban abiertos por haberse encontrado restos antiguos, como silos para el grano y otros muestras antiguas.
Cada año se celebra la Jornada de Santiga. En 1955, con motivo de la 2.ª jornada, se bendijo la actual campana, que recibe el nombre de María, Juana y Montserrat. Fueron padrinos de esta bendición el pintor Juan Vila Puig y su esposa María Codina Durán. En la misma fecha, también se inauguró el Puente del Camino del Santuario.
En 1983, Santiga celebró su milenario. En ese momento, el músico y compositor de sardanas Carlos Santiago y Roig le dedicó la popular sardana Milenario de Santiga. También es famosa y reconocida la sardana Santiga, escrita por el músico y compositor de Santa Perpetua de Moguda, Ginés Sala.